# ایمره اونگار
ایمره اونگار (مجاری: Imre Ungár؛ ۲۳ ژانویهٔ ۱۹۰۹ – ۲۲ نوامبر ۱۹۷۲) موسیقی‌دان، اسپرانتیست، آهنگساز و نوازنده پیانو یهودی‌تبار اهل مجارستان بود.
او از سن سه سالگی بینایی‌اش را از دست داد و در «آکادمی موسیقی فرانتس لیست»، از شاگردان «ایشتوان تمان» بود.
در سال ۱۹۳۲ میلادی، ایمره و «الکساندر یونینسکی»، به طور مشترک جایگاه اول رقابت بین‌المللی نوازندگی پیانو شوپن را بدست آورند و مجبور شدند برای تعیین جایزه اول و دوم به شیریاخط متوسل شوند که در نتیجه، ایمره با بدشانسی دوم شد.